# Julio César Salcedo Aquino

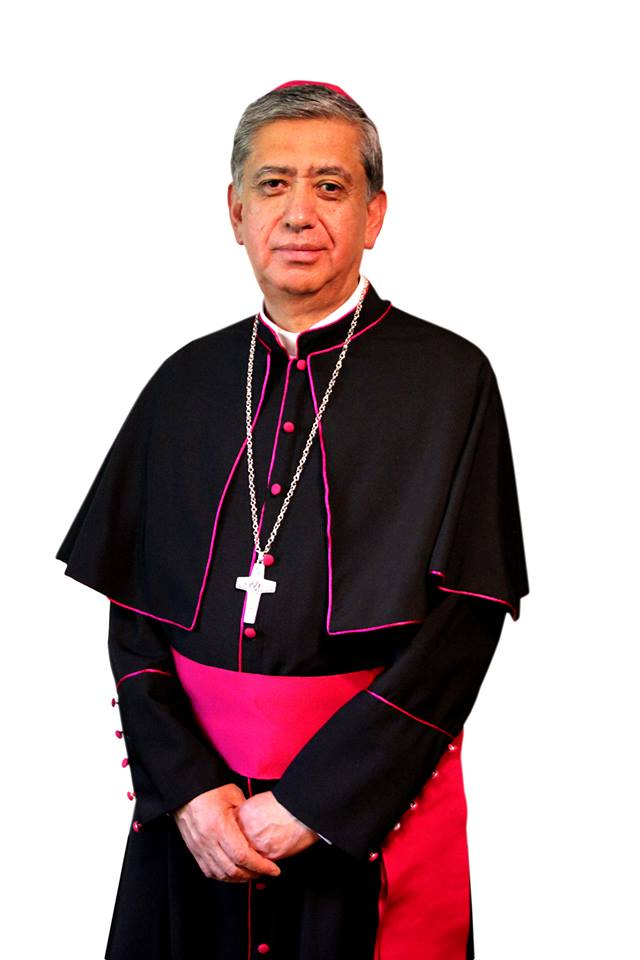
Bischof Julio César Salcedo Aquino

Julio César Salcedo Aquino MJ (* 12. April 1951 in Mexiko-Stadt, Mexiko) ist ein mexikanischer Ordensgeistlicher und römisch-katholischer Bischof von Tlaxcala.

## Leben
Julio César Salcedo Aquino trat der Ordensgemeinschaft der Missionare vom Heiligen Joseph bei und empfing am 17. Juli 1976 das Sakrament der Priesterweihe. Von 2009 bis 2015 war Salcedo Aquino Generalsuperior der Missionare vom Heiligen Joseph.
Am 15. Juni 2017 ernannte ihn Papst Franziskus zum Bischof von Tlaxcala. Die Bischofsweihe spendete ihm der Apostolische Nuntius in Mexiko, Erzbischof Franco Coppola, am 30. August desselben Jahres in Tlaxcala. Mitkonsekratoren waren der Erzbischof von Puebla de los Ángeles, Victor Sánchez Espinosa, und der Bischof von Ciudad Valles, Roberto Octavio Balmori Cinta MJ.
Am 24. Juni 2025 berief ihn Papst Leo XIV. zum Mitglied des Dikasteriums für die Institute geweihten Lebens und für die Gesellschaften apostolischen Lebens.